# Öldusker
Öldusker är en kulle i republiken Island. Den ligger i regionen Suðurland, 180 km öster om huvudstaden Reykjavík.
Trakten runt Öldusker är nära nog obefolkad, med mindre än två invånare per kvadratkilometer. Det finns inga samhällen i närheten. Trakten runt Öldusker består i huvudsak av gräsmarker.